# Flottenkarte

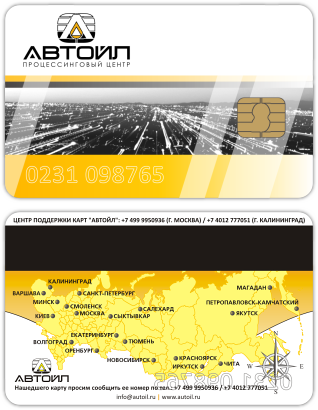
Beispiel einer Tankkarte

Eine Flottenkarte oder Tankkarte ist eine Bezahlkarte zur Verwendung an Tankstellen, die Unternehmen ihren Mitarbeitern überlassen können. Die Karte funktioniert an ausgewählten Tankstellen, damit Fahrer den Kraftstoff direkt über das Firmenkonto bezahlen können. Um die Sicherheit zu gewährleisten, können in der Regel individuelle Warenberechtigungsstufen für die jeweiligen Mitarbeiter festgelegt werden. 
Durch die Nutzung einer Tankkarte wird im Unternehmen der Verwaltungs- und Buchhaltungsaufwand verringert, da kein Sammeln einzelner Belege mehr erforderlich ist. 
Voraussetzung für die Nutzung einer Tankkarte ist die gesicherte Bonität.
Größter Anbieter in Europa ist der DKV Euro Service.